# ألطاف حسين (صحفي)
ألطاف حسين (بالبنغالية: আলতাফ হোসেইন)‏، (بالأردوية: الطاف حسين)‏، (26 يناير 1900 - 15 مايو 1968)، كان تربويًا بارزًا في باكستان الشرقية وصحفيًا وناشطًا في حركة باكستان. اشتهر كواحد من رواد الصحافة المطبوعة في باكستان وكان مؤسس وأول رئيس تحرير لصحيفة داون التي تصدر باللغة الإنجليزية، والتي حرّرها لمدة عشرين عامًا تقريبًا.
شغل منصب وزير الصناعة الباكستاني في حكومة الرئيس أيوب خان من عام 1965 حتى استقالته في عام 1968 لأسباب صحية. يُنظر إليه على نطاق واسع باعتباره أحد النشطاء الرئيسيين في حركة باكستان، وقد كتب العديد من المقالات المهمة للغاية لدعم قضية المسلمين الهنود في الهند البريطانية.

## سوانح حیات

### تعلیم اور سرکاری ملازمت
الطاف حسین 26 جنوری 1900ء کو سلہٹ، سلہٹ ضلع، مشرقی بنگال (موجودہ بنگلہ دیش) میں ایک مسلم بنگالی زمیندار خاندان میں پیدا ہوئے۔ سلہٹ سے ابتدائی تعلیم حاصل کرنے کے بعد وہ کلکتہ گئے جہاں انہوں نے کلکتہ یونیورسٹی سے انگریزی زبان و ادب میں تعلیم حاصل کی۔ انہوں نے کلکتہ یونیورسٹی سے انگریزی میں بی اے کی ڈگری حاصل کی اور ڈھاکہ، مشرقی بنگال منتقل ہو گئے۔ ڈھاکہ یونیورسٹی میں انگریزی ادب میں داخلہ لیا اور وہاں سے ایم اے کی ڈگری حاصل کی۔
تعلیم کے دوران، انہوں نے کلکتہ میونسپلٹی کے تحت سرکاری ملازمت اختیار کی، جہاں وہ 1942ء سے 1943ء تک ڈائریکٹر آف پبلک انفارمیشن کے طور پر کام کرتے رہے۔ بعد ازاں وہ بھارتی وزارتِ اطلاعات میں پریس ایڈوائزر مقرر ہوئے۔ اگرچہ وہ بھارتی حکومت کے لیے کام کر رہے تھے، اس دوران انہوں نے اسٹیٹس مین اخبار میں "Through the Muslim Eye" کے عنوان سے سیاسی کالم لکھنا شروع کیا، جو عین الملک کے قلمی نام سے شائع ہوتا تھا، اور مسلمانوں کے نقطۂ نظر کی ترجمانی کرتا تھا۔

### تحریکِ پاکستان اور وزارتِ صنعت
کچھ ہی عرصے بعد، انہوں نے بھارتی وزارتِ اطلاعات سے استعفیٰ دے دیا اور اسٹیٹس مین اخبار میں "دار الاسلام" کے عنوان سے کالم لکھنا شروع کیا، جو شہید کے قلمی نام سے شائع ہوتا تھا۔ جلد ہی انہوں نے کلکتہ کے اخبار "اسٹار آف انڈیا" میں بھی لکھنا شروع کیا۔ ان کی تحریریں اتنی پراثر تھیں کہ محمد علی جناح (قائد اعظم) نے ان پر توجہ دی اور انہیں ممبئی میں ملاقات کا موقع دیا۔ جناح نے انہیں ڈان اخبار کا چیف ایڈیٹر بننے کی پیشکش کی، جو انہوں نے 1945ء میں قائم کیا تھا۔ انہوں نے دہلی میں دفتر سنبھالا اور وہیں سے ڈان کی اشاعت کا آغاز کیا۔
بطور چیف ایڈیٹر، وہ جلد ہی جناح کے قریبی مشیروں میں شامل ہو گئے اور تحریکِ پاکستان کے فروغ میں ان کا کردار نہایت اہم ثابت ہوا۔ پاکستان کے قیام کے بعد، وہ اپنے عملے کے ساتھ دہلی سے کراچی منتقل ہوئے اور 1947ء سے 1965ء تک ڈان کے چیف ایڈیٹر کے طور پر خدمات انجام دیتے رہے۔ ان کی ادارت اور تحریکِ پاکستان میں شمولیت انہیں غیر سرکاری طور پر سب سے بااثر افراد میں شامل کرتی ہے۔
کچھ عرصے کے لیے وہ جامعہ کراچی کے شعبۂ صحافت سے وابستہ رہے اور درس و تدریس کا کام کیا۔ 1959ء میں، حکومتِ پاکستان نے ان کی خدمات کا اعتراف کرتے ہوئے انہیں ہلالِ پاکستان سے نوازا۔ 1965ء میں صدر ایوب خان کی دعوت پر انہوں نے کابینہ میں شمولیت اختیار کی اور وزیرِ صنعت بنائے گئے۔ وہ 1968ء تک اس عہدے پر فائز رہے، جس کے بعد خرابیِ صحت کے باعث مستعفی ہو گئے۔

### وفات اور وراثت
الطاف حسین نے وفات سے 10 دن قبل وزارتِ صنعت سے استعفیٰ دیا۔ وہ 25 مئی 1968ء کو وفات پا گئے اور انہیں ریاستی اعزاز کے ساتھ ماڈل کالونی قبرستان میں دفن کیا گیا۔ کراچی کی وہ سڑک جہاں ڈان اخبار پہلی بار شائع ہوا، آج "الطاف حسین روڈ" کے نام سے معروف ہے۔
ڈان اخبار نے ان کے انتقال کے آٹھ سال بعد 1976ء میں ان کے بارے میں لکھا: